# Tanger-Tétouan
Tanger-Tétouan  var fra 1997 til 2015 en region i det nordlige Marokko, med et indbyggertal på 2.470.372 mennesker (2. september 2004) på et areal af 12.745 km². Regionens administrative hovedby er Tanger. Fra 2015 blev den en del af regionen Tanger-Tetouan-Al Hoceima.

## Administrativ inddeling
Regionen er inddelt i et præfektur og fire provinser:
Præfektur
- Tanger-Assilah

Provinser
- Chefchaouen, Fahs-Anjra, Larache, Tétouan

## Større byer
Indbyggertal ifølge folketællingen 2. september 2004.
- Tanger (669.685)
- Tétouan (320.539)
- Ksar el-Kébir (107.380)
- Larache (107.371)
- Fnideq (53.559)

Andre vigtige byer:
- Anjra, Assilah, Chefchaouen

## Eksterne kilder og henvisninger
1. ↑  Recensement général de la population et de l'habitat de 2004 Arkiveret 1. maj 2015 hos  Wayback Machine, Haut-commissariat au Plan, Lavieeco.com, set 28 september 2012

35°43′N 5°44′V / 35.717°N 5.733°V